# Мышиные
Мыши́ные (лат. Muridae) — семейство млекопитающих из отряда грызунов (Rodentia). Длина тела от 5 см (мышь-малютка) до 48 см (южная тонкохвостая крыса Phloeomys cumingi). К семейству относятся мыши, крысы, песчанки. 

## Этимология слова «мышь»

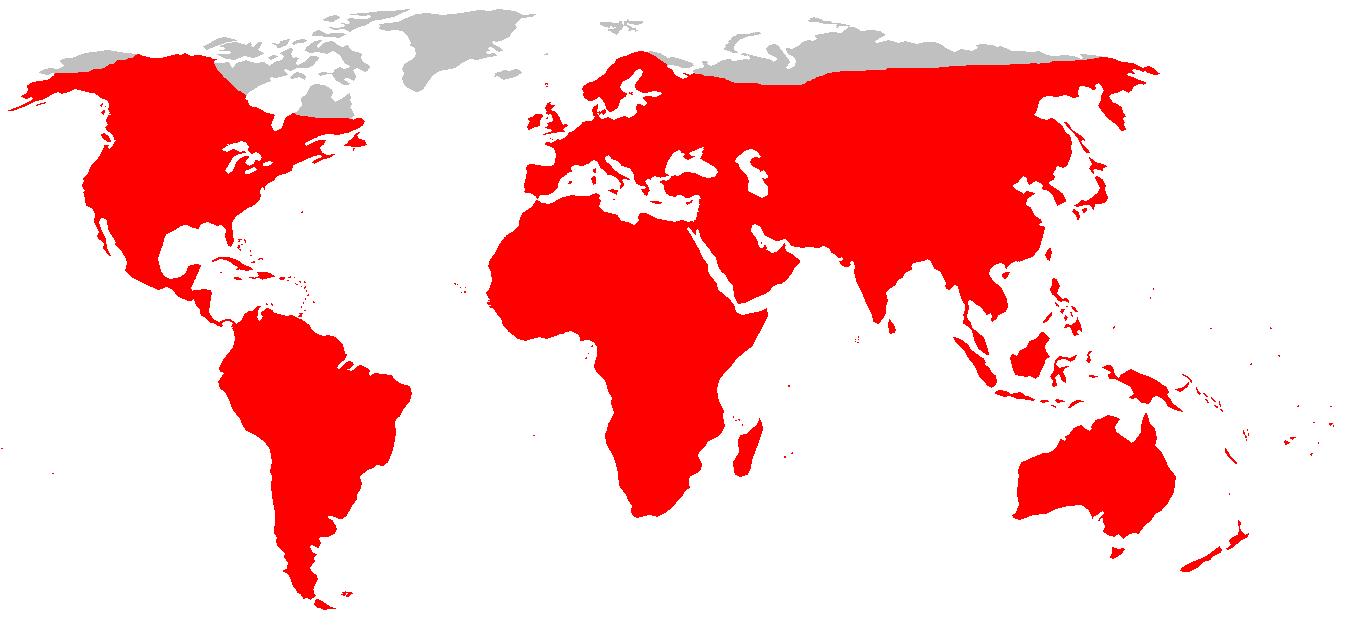
Распространение мышиных

Слово «мышь» происходит от праславянского *myšь, далее от праиндоевропейского *mūs, ср. др.-инд. mū́ṣ- м. «мышь», нов.-перс. mūš, греч. μῦς м. «мышь, мышца», лат. mūs, алб. mi «мышь», д.-в.-н. mûs — то же, арм. mukn «мышь, мышца», англ. mouse. Олег Трубачев видит здесь одно из самых древних индоевропейских табуистических названий животных — *mūs — «серая».

## Распространение
Распространены повсеместно (особенно домовая мышь) кроме Антарктиды. Занимают широкий спектр экосистем от экваториальных лесов до тундр. Большинство видов обитают в лесах тропиков и субтропиков. Завезены в Северную и Южную Америку и на многие острова. Встречаются землеройные, древесные и полуводные виды, хотя большинство ведёт полуназемный или наземный образ жизни. Обширный список ниш, заполненных мышиными, помогает объяснить их относительное изобилие.
Некоторые — синантропные животные (домовая мышь).

## Биология
Мыши (как и крысы) активны в сумерках и ночью.
У мышиных встречается широкий спектр пищевых привычек — от травоядных и всеядных видов до специалистов, которые потребляют строго дождевых червей, некоторые виды грибов или водных насекомых. Большинство родов потребляют растительную пищу и мелких беспозвоночных, часто храня семена и другие растительные вещества для зимнего потребления. Мышиные имеют скирогнатные челюсти (наследственный характер у грызунов) и присутствует диастема. У мышиных отсутствуют клыки и премоляры. Имеют, как правило, три моляра (хотя иногда только один или два), а тип моляров варьируется в зависимости от рода и привычки питания.
Некоторые мышиные очень социальны, а другие ведут одиночный образ жизни. Самки обычно производят несколько помётов в год. Размножаются в тёплое время года. В теплых регионах и в жилищах человека размножение может происходить круглый год. Половозрелыми становятся в 1,5—3 месяца. Хотя продолжительность жизни большинства родов, как правило, составляет менее двух лет, мышиные обладают высоким репродуктивным потенциалом, и их популяция имеет тенденцию к быстрому увеличению, а затем резко сокращается, когда пищевые ресурсы истощаются. Это часто наблюдается в трех-четырёхлетнем цикле.

## Классификация
Всего семейство включает 4 подсемейства, 147 родов и 701 вид.

## Значение для человека
Мыши — природные носители большого числа паразитов и хранители возбудителей многих болезней человека и домашних животных, включая опасные инфекции. Вредят зерновому и лесному хозяйству, повреждают материалы и продукты питания. Наибольший вред приносят мыши из родов Mus (например, домовая мышь (Mus musculus)). Меры борьбы: ликвидация доступа к продуктам, отпугивание (ультразвуковыми излучателями, мыши слышат ультразвук до частот порядка 40 кГц), регуляция численности при помощи ловушек (мышеловок) и ядов.

### Содержание в неволе
Мыши могут использоваться в качестве домашних питомцев и содержатся любителями вивариев, а также разводятся и используются в качестве живого корма для некоторых иных представителей «домашнего зоопарка» и/или «живого уголка».

### Значение для науки

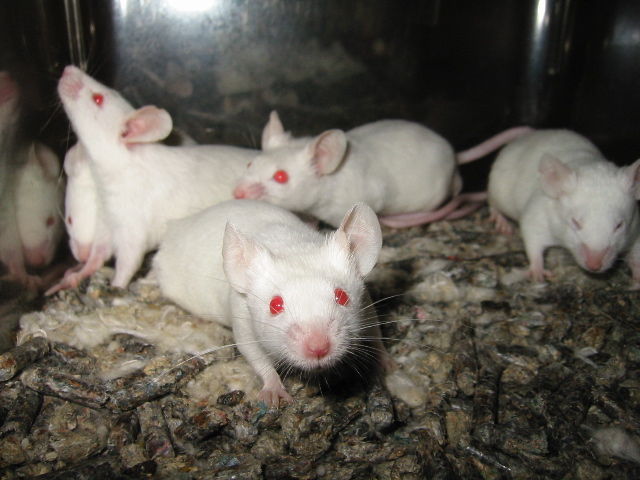
Лабораторная мышь-альбинос

На мышах ставятся биологические опыты, вырабатывают противоядия и вакцины, проверяют лекарства и другие вещества на токсичность и тератогенность.
С 1980-х годов началось создание трансгенных мышей с целенаправленно модифицированным геномом. Такие мыши, лишённые какого-либо гена или же несущие дополнительный ген под тем же промотором, позволяют либо лучше понять функцию интересующего нас гена, либо картировать его активность.
Для научных экспериментов применяют, в основном, «линейных» мышей, то есть мышей, популяции которых увеличивают только за счёт скрещивания с мышами со схожим геномом.
В 2004 году в Японии был совершён новый прорыв в науке, сравнимый по значению с появлением овечки Долли, была создана мышь без участия самца. До её рождения специалисты были уверены, что у млекопитающих это невозможно из-за геномного импринтинга. Эта мышь, по кличке «Кагуя», нормально развивалась, принесла потомство традиционным способом и прожила на 30 процентов дольше обычных мышей, рождённых с помощью отца.

### Мышь в культуре
В культуре мышь, в основном, выставляется как противовес кошкам (ввиду охоты последних на мышей), в частности, подобное противостояние обыгрывалось во многих мультфильмах («Кот Леопольд», «Том и Джерри», «Ловушка для кошек»).
Часто мыши в массовой культуре стереотипно изображаются любительницами сыра. Это является заблуждением, существующим, как минимум, со времён Уильяма Шекспира и развившимся благодаря соответствующему образу мышей в мультфильмах Голливуда. В естественной среде обитания мыши не сталкиваются с сыром и предпочтут остановить свой выбор на куда более естественных зерне, бобовых, кореньях некоторых растений, а также богатых белками гусеницах и насекомых.

### Мышь в медицине
С мышью связано общеславянское слово «мы́шца», производным которого является уменьшительно-ласкательное русское слово «мы́шка» (родственное — «подмышка»). Латинское слово musculus («мускул») произошло от латинского mūs («мышь»).